# Liste der Staaten Amerikas
Die Liste der Staaten Amerikas führt die Staaten und anderen Gebiete auf, die sich auf dem Doppelkontinent Amerika befinden.

## Souveräne Staaten
Folgende 35 Staaten sind Mitglied der Vereinten Nationen:
| Deutscher Name                 | Deutscher Name                   | Hauptstadt        | Einwohner 2017 | Fläche in km² | Einw. pro km² | Flagge                   | ISO-3166-1-Code | ISO-3166-1-Code | Englischer Name                     | Lokaler Name                       |
| Kurzform                       | Langform                         | Hauptstadt        | Einwohner 2017 | Fläche in km² | Einw. pro km² | Flagge                   | alpha-3         | alpha-2         | Englischer Name                     | Lokaler Name                       |
| ------------------------------ | -------------------------------- | ----------------- | -------------- | ------------- | ------------- | ------------------------ | --------------- | --------------- | ----------------------------------- | ---------------------------------- |
| Antigua und Barbuda            | Antigua and Barbuda              | Saint John’s      | 102.012        | 443           | 231,8         | Antigua und Barbuda      | ATG             | AG              | Antigua and Barbuda                 |                                    |
| Argentinien                    | Argentinische Republik           | Buenos Aires      | 44.271.041     | 2.780.400     | 16,2          | Argentinien              | ARG             | AR              | Argentine Republic                  | República Argentina                |
| Bahamas                        | Commonwealth der Bahamas         | Nassau            | 395.361        | 13.939        | 39,5          | Bahamas                  | BHS             | BS              | The Commonwealth of The Bahamas     |                                    |
| Barbados                       | Barbados                         | Bridgetown        | 285.719        | 430           | 664,5         | Barbados                 | BRB             | BB              | Barbados                            |                                    |
| Belize                         | Belize                           | Belmopan          | 374.681        | 22.966        | 16,4          | Belize                   | BLZ             | BZ              | Belize                              |                                    |
| Bolivien                       | Plurinationaler Staat Bolivien   | Sucre             | 11.051.600     | 1.098.581     | 10,2          | Bolivien                 | BOL             | BO              | Plurinational State of Bolivia      | Estado Plurinacional de Bolivia    |
| Brasilien                      | Föderative Republik Brasilien    | Brasília          | 209.288.278    | 8.514.215     | 25,0          | Brasilien                | BRA             | BR              | Federative Republic of Brazil       | República Federativa do Brasil     |
| Chile                          | Republik Chile                   | Santiago de Chile | 18.054.726     | 755.696       | 24,3          | Chile                    | CHL             | CL              | Republic of Chile                   | República de Chile                 |
| Costa Rica                     | Republik Costa Rica              | San José          | 4.905.769      | 51.100        | 96,1          | Costa Rica               | CRI             | CR              | Republic of Costa Rica              | República de Costa Rica            |
| Dominica                       | Commonwealth von Dominica        | Roseau            | 73.925         | 746           | 98,6          | Dominica                 | DMA             | DM              | Commonwealth of Dominica            |                                    |
| Dominikanische Republik        | Dominikanische Republik          | Santo Domingo     | 10.766.998     | 48.730        | 222,8         | Dominikanische Republik  | DOM             | DO              | Dominican Republic                  | República Dominicana               |
| El Salvador                    | Republik El Salvador             | San Salvador      | 6.377.853      | 21.041        | 307,8         | El Salvador              | SLV             | SV              | Republic of El Salvador             | República de El Salvador           |
| Ecuador                        | Republik Ecuador                 | Quito             | 16.624.858     | 283.561       | 66,9          | Ecuador                  | ECU             | EC              | Republic of Ecuador                 | República del Ecuador              |
| Grenada                        | Staat Grenada                    | St. George’s      | 107.825        | 344           | 317,1         | Grenada                  | GRD             | GD              | State of Grenada                    |                                    |
| Guatemala                      | Republik Guatemala               | Guatemala-Stadt   | 16.913.503     | 109.021       | 157,8         | Guatemala                | GTM             | GT              | Republic of Guatemala               | República de Guatemala             |
| Guyana                         | Kooperative Republik Guyana      | Georgetown        | 777.859        | 214.970       | 4,0           | Guyana                   | GUY             | GY              | Co-operative Republic of Guyana     |                                    |
| Haiti                          | Republik Haiti                   | Port-au-Prince    | 10.981.229     | 27.750        | 398,4         | Haiti                    | HTI             | HT              | Republic of Haiti                   | Repiblik d Ayiti                   |
| Honduras                       | Republik Honduras                | Tegucigalpa       | 9.265.067      | 112.090       | 82,8          | Honduras                 | HND             | HN              | Republic of Honduras                | República de Honduras              |
| Jamaika                        | Jamaica                          | Kingston          | 2.890.299      | 10.991        | 266,9         | Jamaika                  | JAM             | JM              | Jamaica                             |                                    |
| Kanada                         | Kanada                           | Ottawa            | 36.624.199     | 9.984.670     | 4,0           | Kanada                   | CAN             | CA              | Canada                              |                                    |
| Kolumbien                      | Republik Kolumbien               | Bogotá            | 49.065.615     | 1.138.748     | 44,2          | Kolumbien                | COL             | CO              | Republic of Colombia                | República de Colombia              |
| Kuba                           | Republik Kuba                    | Havanna           | 11.484.636     | 109.884       | 107,9         | Kuba                     | CUB             | CU              | Republic of Cuba                    | República de Cuba                  |
| Mexiko                         | Vereinigte Mexikanische Staaten  | Mexiko-Stadt      | 129.163.276    | 1.972.550     | 66,4          | Mexiko                   | MEX             | MX              | United Mexican States               | Estados Unidos Mexicanos           |
| Nicaragua                      | Republik Nicaragua               | Managua           | 6.217.581      | 129.494       | 51,7          | Nicaragua                | NIC             | NI              | Republic of Nicaragua               | República de Nicaragua             |
| Panama                         | Republik Panama                  | Panama-Stadt      | 4.098.587      | 75.517        | 55,1          | Panama                   | PAN             | PA              | Republic of Panama                  | República de Panamá                |
| Paraguay                       | Republik Paraguay                | Asunción          | 6.811.297      | 406.752       | 17,1          | Paraguay                 | PRY             | PY              | Republic of Paraguay                | República del Paraguay             |
| Peru                           | Republik Peru                    | Lima              | 32.165.485     | 1.285.220     | 25,1          | Peru                     | PER             | PE              | Republic of Peru                    | República del Perú                 |
| St. Kitts und Nevis            | Föderation St. Kitts und Nevis   | Basseterre        | 55.345         | 269           | 212,9         | Saint Kitts Nevis        | KNA             | KN              | Federation of Saint Kitts and Nevis |                                    |
| St. Lucia                      | Saint Lucia                      | Castries          | 178.844        | 616,3         | 293,2         | Saint Lucia              | LCA             | LC              | Saint Lucia                         |                                    |
| St. Vincent und die Grenadinen | Saint Vincent und die Grenadines | Kingstown         | 109.897        | 389           | 281,8         | Saint Vincent Grenadinen | VCT             | VC              | Saint Vincent and the Grenadines    |                                    |
| Suriname                       | Republik Suriname                | Paramaribo        | 563.402        | 163.820       | 3,6           | Suriname                 | SUR             | SR              | Republic of Suriname                | Republiek Suriname                 |
| Trinidad und Tobago            | Republik Trinidad und Tobago     | Port of Spain     | 1.369.125      | 5.128         | 266,9         | Trinidad und Tobago      | TTO             | TT              | Republic of Trinidad and Tobago     |                                    |
| Uruguay                        | Republik Östlich des Uruguay     | Montevideo        | 3.456.750      | 176.215       | 19,8          | Uruguay                  | UYY             | UY              | Republic East of the Uruguay        | República Oriental del Uruguay     |
| Venezuela                      | Bolivarische Republik Venezuela  | Caracas           | 31.977.065     | 916.445       | 36,3          | Venezuela                | VEN             | VE              | Bolivarian Republic of Venezuela    | República Bolivariana de Venezuela |
| Vereinigte Staaten             | Vereinigte Staaten von Amerika   | Washington, D.C.  | 324.459.463    | 9.826.675     | 35,5          | Vereinigte Staaten       | USA             | US              | United States of America            |                                    |

## Bestandteile nicht-amerikanischer Staaten
| Deutscher Name      | Hauptstadt     | Mutterland  | Einwohner 2017 | Fläche in km² | Einw. pro km² | Flagge              | ISO-3166-1-Code | ISO-3166-1-Code | Englischer Name | Lokaler Name     |
| Deutscher Name      | Hauptstadt     | Mutterland  | Einwohner 2017 | Fläche in km² | Einw. pro km² | Flagge              | alpha-3         | alpha-2         | Englischer Name | Lokaler Name     |
| ------------------- | -------------- | ----------- | -------------- | ------------- | ------------- | ------------------- | --------------- | --------------- | --------------- | ---------------- |
| Bonaire             | Kralendijk     | Niederlande | 15.666         | 288           | 54            | Bonaire             | BES             | BQ              | Bonaire         | Bonaire          |
| Französisch-Guayana | Cayenne        | Frankreich  | 282.731        | 83.534        | 3,4           | Franzosisch-Guayana | GUF             | GF              | French Guiana   | Guyane française |
| Guadeloupe          | Basse-Terre    | Frankreich  | 384.239        | 1.628         | 236           | Guadeloupe          | GLP             | GP              | Guadeloupe      | Guadeloupe       |
| Martinique          | Fort-de-France | Frankreich  | 364.508        | 1.128         | 323           | Martinique          | MTQ             | MQ              | Martinique      | Martinique       |
| Saba                | The Bottom     | Niederlande | 1.991          | 13            | 150           | Saba                | BES             | BQ              | Saba            | Saba             |
| Sint Eustatius      | Oranjestad     | Niederlande | 2.886          | 21            | 137           | Sint Eustatius      | BES             | BQ              | Sint Eustatius  | Sint Eustatius   |

## Abhängige Gebiete
| Deutscher Name                               | Hauptstadt        | Mutterland                 | Einwohner 2017 | Fläche in km² | Einw. pro km² | Flagge                       | ISO-3166-1-Code | ISO-3166-1-Code | Englischer Name                              | Lokaler Name                         |
| Deutscher Name                               | Hauptstadt        | Mutterland                 | Einwohner 2017 | Fläche in km² | Einw. pro km² | Flagge                       | alpha-3         | alpha-2         | Englischer Name                              | Lokaler Name                         |
| -------------------------------------------- | ----------------- | -------------------------- | -------------- | ------------- | ------------- | ---------------------------- | --------------- | --------------- | -------------------------------------------- | ------------------------------------ |
| Amerikanische Jungferninseln                 | Charlotte Amalie  | Vereinigte Staaten         | 104.901        | 346           | 299,7         | Jungferninseln Amerikanische | VIR             | VI              | United States Virgin Islands                 |                                      |
| Anguilla                                     | The Valley        | Vereinigtes Königreich     | 14.909         | 96            | 165,7         | Anguilla                     | AIA             | AI              | Anguilla                                     |                                      |
| Aruba                                        | Oranjestad        | Königreich der Niederlande | 105.264        | 178,91        | 584,8         | Aruba                        | ABW             | AW              | Aruba                                        | Aruba                                |
| Bermuda                                      | Hamilton          | Vereinigtes Königreich     | 61.349         | 53,1          | 1.227,0       | Bermuda                      | BMU             | BM              | Bermuda                                      |                                      |
| Britische Jungferninseln                     | Road Town         | Vereinigtes Königreich     | 31.196         | 153           | 208,0         | Jungferninseln Britische     | VGB             | VG              | British Virgin Islands                       |                                      |
| Kaimaninseln                                 | George Town       | Vereinigtes Königreich     | 61.559         | 264           | 256,5         | Cayman Islands               | CYM             | KY              | Cayman Islands                               |                                      |
| Curaçao                                      | Willemstad        | Königreich der Niederlande | 160.539        | 444           | 361,6         | Curaçao                      | CUW             | CW              | Curaçao                                      | Kòrsou                               |
| Falklandinseln                               | Stanley           | Vereinigtes Königreich     | 2.910          | 12.173        | 0,2           | Falklandinseln               | FLK             | FK              | Falkland Islands                             |                                      |
| Grönland                                     | Nuuk              | Dänemark                   | 56.480         | 2.166.086     | 0,026         | Gronland                     | GRL             | GL              | Greenland                                    | Kalaallit Nunaat                     |
| Guantanamo-Bucht Marinebasis                 | –                 | Vereinigte Staaten         |                | 117           |               |                              | –               | –               | Guantanamo Bay Naval Base                    |                                      |
| Montserrat                                   | Plymouth          | Vereinigtes Königreich     | 5.177          | 102           | 51,8          | Montserrat                   | MSR             | MS              | Montserrat                                   |                                      |
| Puerto Rico                                  | San Juan          | Vereinigte Staaten         | 3.663.131      | 8.959         | 413,0         | Puerto Rico                  | PRI             | PR              | Commonwealth of Puerto Rico                  | Estado Libre Asociado de Puerto Rico |
| Saint-Barthélemy                             | Gustavia          | Frankreich                 | 10.289         | 21            | 490           | Saintbarthelemy              | BLM             | BL              | Saint Barthélemy                             | Saint-Barthélemy                     |
| Saint-Martin                                 | Marigot           | Frankreich                 | 35.684         | 53            | 613           | Saint-Martin                 | MAF             | MF              | Saint Martin                                 | Saint-Martin                         |
| Saint-Pierre und Miquelon                    | Saint-Pierre      | Frankreich                 | 6.320          | 242           | 27,5          | Saint-Pierre und Miquelon    | SPM             | PM              | Saint Pierre and Miquelon                    | Saint-Pierre-et-Miquelon             |
| Sint Maarten                                 | Philipsburg       | Königreich der Niederlande | 40.120         | 34            | 1.180,0       | Sint Maarten                 | SXM             | SX              | Sint Maarten                                 | Sint Maarten                         |
| Südgeorgien und die Südlichen Sandwichinseln | King Edward Point | Vereinigtes Königreich     | 30             | 4.066         | 0,007         | Sudgeorgien Sandwichinseln   | SGS             | GS              | South Georgia and the South Sandwich Islands |                                      |
| Turks- und Caicosinseln                      | Cockburn Town     | Vereinigtes Königreich     | 35.446         | 497           | 82,5          | Turksinseln und Caicosinseln | TCA             | TC              | Turks and Caicos Islands                     |                                      |